# Majdanekproces

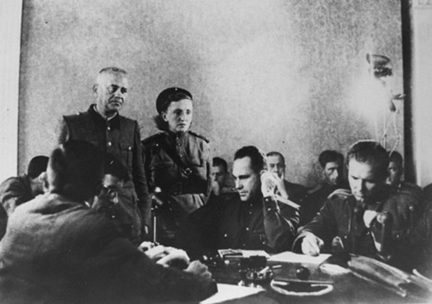
Anton Thernes op het Majdanekproces

Het Majdanekproces was de rechtszaak tegen de SS'ers en oorlogsmisdadigers die in het concentratiekamp Majdanek, Polen, misdaden tegen de menselijkheid hadden gepleegd. 
Het eerste Majdanekproces vond al plaats op 27 november 1944 in Lublin, Polen. Hierbij werden tachtig SS'ers veroordeeld op 2 december 1944. 
Van 1946 tot 1948 vond in Lublin het tweede Majdanekproces plaats waarbij vijfennegentig SS'ers werden veroordeeld.  
Bijna dertig jaar later, op 26 november 1975, begon het derde Majdanekproces. 
Hierbij werden zestien SS'ers onder wie Hermine Ryan-Braunsteiner, Hermann Hackmann (de kampleider van Majdanek), Hildegard Lächert en Alice Orlowski aangeklaagd voor de rechtbank in Düsseldorf, Duitsland. 
Hermine Ryan-Braunsteiner werd op 30 juni 1981 veroordeeld tot tweemaal levenslange gevangenisstraf, Hermann Hackmann werd in 1981 veroordeeld tot tien jaren gevangenisstraf, Hildegard Lächert werd tot twaalf jaren gevangenisstraf veroordeeld en Alice Orlowski overleed vóór de uitspraak.